# Chocolate Starfish and the Hot Dog Flavored Water
Chocolate Starfish and the Hot Dog Flavored Water (стилизовано как chocolate st★rfish and the hot dog flavored water) — третий студийный альбом американской группы Limp Bizkit, выпущенный на лейблах Flip и Interscope Records 17 октября 2000 года.

## Музыка и тексты песен

### Название альбома
Название альбома переводится как «Шоколадная морская звезда и газированная вода со вкусом хот-дога».
Первая часть названия, Chocolate Starfish, представляет собой отсылку на внешний вид человеческого ануса. Это связано с тем, что Фред Дёрст довольно часто слышал в свой адрес слово «asshole» (рус. мудак, придурок). Вторая часть названия, Hot Dog Flavored Water, является шуточной; во время гастролей группа передвигалась на своём тур-автобусе, они останавливались у придорожных супермаркетов, чтобы пополнить запасы снеков и часто на прилавках натыкались на воду Crystal Geyser с различными вкусами, и Уэс Борланд как-то пошутил: «Эй, почему у них ещё нет воды со вкусом мяса или хот-дога?».
Сам Дёрст ссылается на название альбома в трёх песнях. Песня «Livin’ It Up», где он заявляет, что «The chocolate starfish is my man Fred Durst» (рус. Шоколадная морская звезда — мой приятель, Фред Дёрст). Песня «Hot Dog», где он говорит своим недоброжелателям: «Kiss my starfish, my chocolate starfish» (рус. Поцелуй мою задницу, мою грязную задницу) и песня «Rollin ’(Air Raid Vehicle)», где он упоминает «Chocolate Starfish» в начале.

### Лирическое содержание
В песне «Hot Dog» самое большое количество ненормативной лексики, так как в ней 46 раз использовано слово «fuck», как сказал сам Дёрст во фразе «if I say fuck 2 more times that's 46 fucks in this fucked up rhyme». Припев пародирует песни Nine Inch Nails «Closer to God», «The Perfect Drug» и «Burn». Дёрст говорил, что он был большим поклонником группы Nine Inch Nails, которая повлияла на музыку Limp Bizkit, хотя фронтмен Трент Резнор негативно высказывался о Дёрсте в тот период. Рецензенты часто интерпретировали слова Дёрста в «Hot Dog» как оскорбление Резнора. Фраза в самом начале трека «Livin’ It Up» является сэмплом, взятого из песни «Life in the Fast Lane» американской рок-группы The Eagles. Текст композиции «My Generation» содержит лирические отсылки на песню «Welcome to the Jungle» рок-группы Guns N’ Roses, «Move Over» поп-группы Spice Girls, на роман «Пролетая над гнездом кукушки» и фильм «Титаник». Упоминается также сервис игровой дистрибуции Shockwave и мост «Мэтьюс-Бридж», который находится в родном городе Фреда Дёрста — Джэксонвилле.

## Коммерческий успех
Выпущенный 17 октября 2000 года третий студийный альбом Chocolate Starfish and the Hot Dog Flavored Water значительно превзошёл успех вышедшего в 1999 году Significant Other. В первую неделю продаж в США альбом был продан в количестве 1 050 000 копий, причём 400 000 из этих копий были проданы в первый день релиза. Альбом стал четвёртым по продажам за первую неделю 2000 года после Эминема The Marshall Mathers LP, 'N Sync No Strings Attached и Бритни Спирс Oops!… I Did It Again. За вторую неделю было продано 392 000 копий. Chocolate Starfish and the Hot Dog Flavored Water стал одним из самых продаваемых альбомов в истории рок-музыки, побив тем самым рекорд, достигнутый ранее диском Vs. гранж-группы Pearl Jam. Третья пластинка Limp Bizkit была признана золотой и 6-кратно платиновой в США и Канаде. На сегодняшний день продано более 12 миллионов копий по всему миру. Такие песни, как My Generation и Rollin’ (Air Raid Vehicle) достигли высоких мест в чартах многих стран, а Take a Look Around стала заглавной песней саундтрека к фильму «Миссия невыполнима 2». Через два месяца после релиза, альбом был сертифицирован как 4-кратно платиновый от Американской ассоциации звукозаписывающих компаний, а почти через семь месяцев после релиза получил 5-кратно платиновый статус. В апреле 2002 года альбом был сертифицирован как 6-кратно платиновый от RIAA.

## Критический прием
| Совокупная оценка              | Совокупная оценка |
| Источник                       | Оценка            |
| ------------------------------ | ----------------- |
| Metacritic                     | 49/100            |
| Оценки критиков                |                   |
| Источник                       | Оценка            |
| AllMusic                       | [ 24 ]            |
| Entertainment Weekly           | (C)               |
| The Essential Rock Discography | (7/10)            |
| Melody Maker                   | [ 26 ]            |
| NME                            | (6/10)            |
| Q                              | [ 28 ]            |
| Роберт Кристгау                | [ 29 ]            |
| Rolling Stone                  | [ 30 ]            |
| The Rolling Stone Album Guide  | [ 31 ]            |
| Spin                           | (7/10)            |

Альбом Chocolate Starfish and the Hot Dog Flavored Water получил в основном смешанные отзывы от музыкальных критиков, на сайте-агрегаторе Metacritic оценка альбома составляет 49 баллов из 100 на основе 12 рецензий.
Обозреватель AllMusic Стивен Томас Эрлевайн написал: «Жалость Дёрста к самому себе и монотонная музыка говорит о том, что группа работала над „Chocolate Starfish“ очень быстро — такое звучание показывает их стремление создать сиквел за короткий промежуток времени». Альбом был включён в книгу 1001 Albums You Must Hear Before You Die, но позже удалён в более поздних изданиях книги.
В 2020 году диск был признан одним из 20 лучших метал-альбомов 2000 года по версии журнала Metal Hammer.

## Дополнительная информация
- Первоначально альбом носил название Limpdependence Day и его выход должен был состояться 4 июля в день независимости США[35].
- Группа планировала выпустить альбом с 18-ю песнями, но впоследствии нижеперечисленные треки не были включены в альбом: Nuthugger, Asleeping, Naive и Karma.
- Некоторые песни с альбома первоначально носили другое название: «The One» — You and I, «My Generation» — Next Generation[~ 1]. Название песни Hot Dog Flavored Water сократили до «Hot Dog», а песню «Take a Look Around» вовсе не планировали выпускать в качестве сингла.
- В конце последнего трека «Outro», после паузы, Фред общается с актёром-комиком, Беном Стиллером, мучая того всякими вопросами, например, купил бы он этот альбом, тот, естественно, отвечает: «Да». В конце Стиллер разрывается нечеловеческим смехом, который повторяется раз за разом.
- Внутри буклета можно найти коллаж из фотографий, на которых запечатлены участники группы, Верн Тройер, разные музыканты, Поли Шор, Бен Стиллер, собака Фреда — Bizkit, работники MTV и другие.

## Мнения об альбоме
Вот что говорит по поводу альбома гитарист Limp Bizkit Уэс Борланд:
«Фред как бы придумал первую часть названия альбома Chocolate Starfish, а я придумал Hot Dog Flavored Water. Я помню остановились мы на какой-то бензоколонке и хотели купить пару бутылок воды Crystal Geyser. Но там не было ни воды с хот договым привкусом, ни с мясным. И вот в этот же день поздно ночью мы о чём-то разговорились и придумали название альбома. Chocolate Starfish это значит вроде как болван, придурок. Фред так обычно себя называет, так люди называют его придурком всего света (да сами они все придурки). Вот так и получилось название. А вообще, это первый альбом, который мы записываем, когда у нас не было никаких заготовок. Но по сравнению с предыдущими двумя альбомами, эта пластинка далась нам гораздо легче. Перед записью альбома Significant Other мы все были в дерьмовом настроении. Мы каждый день ругались и дрались. А вот наш новый альбом — это как свежий ветерок после жаркого дня. У всех было хорошее настроение. Все мы переехали в Лос Анджелес, чтобы записать этот альбом, как говорится, в наилучшую атмосферу для творчества. А вообще мы думаем, что это наш лучший альбом. И это очень важно для Фреда, ведь он не хотел никого разочаровать».

Вокалист Stone Temple Pilots Скотт Уайланд также высказался по поводу альбома:
«Я считаю, что это альбом очень неплохо звучит. И я думаю, он не разочарует фанов Limp Bizkit».

## Список композиций
Все тексты написаны Фредом Дёрстом (если не указаны другие авторы), вся музыка написана Уэсом Борландом, Джоном Отто и Сэмом Риверсом (если не указаны другие авторы).
| №                   | Название                                                               | Текст песни                    | Музыка                       | Длительность |
| ------------------- | ---------------------------------------------------------------------- | ------------------------------ | ---------------------------- | ------------ |
| 1.                  | «Intro»                                                                |                                |                              | 1:18         |
| 2.                  | «Hot Dog»                                                              |                                |                              | 3:50         |
| 3.                  | «My Generation»                                                        |                                |                              | 3:41         |
| 4.                  | «Full Nelson»                                                          |                                |                              | 4:07         |
| 5.                  | «My Way»                                                               |                                |                              | 4:33         |
| 6.                  | «Rollin’ (Air Raid Vehicle)»                                           |                                |                              | 3:34         |
| 7.                  | «Livin' It Up»                                                         |                                |                              | 4:24         |
| 8.                  | «The One»                                                              |                                |                              | 5:44         |
| 9.                  | «Getcha Groove On» (featuring Xzibit)                                  | Дёрст, Xzibit                  | DJ Lethal                    | 4:29         |
| 10.                 | «Take a Look Around»                                                   |                                | Лало Шифрин arr. Limp Bizkit | 5:18         |
| 11.                 | «It'll Be OK»                                                          |                                |                              | 5:06         |
| 12.                 | «Boiler»                                                               |                                |                              | 7:00         |
| 13.                 | «Hold On»                                                              | Дёрст, Скотт Уайланд           |                              | 5:47         |
| 14.                 | «Rollin' (Urban Assault Vehicle)» (featuring DMX, Method Man & Redman) | DMX, Дёрст, Method Man, Redman | Swizz Beatz                  | 6:23         |
| 15.                 | «Outro»                                                                |                                |                              | 9:50         |
| Общая длительность: | Общая длительность:                                                    | Общая длительность:            | Общая длительность:          | 75:04        |

| №   | Название             | Длительность |
| --- | -------------------- | ------------ |
| 16. | «Snake in your face» | 4:08         |
| 17. | «Back o'da bus»      | 1:18         |

| №  | Название                                   | Длительность |
| -- | ------------------------------------------ | ------------ |
| 1. | «It's Like That Y'All» (featuring Run-DMC) | 4:31         |

| №  | Название      | Длительность |
| -- | ------------- | ------------ |
| 1. | «Crushed»     | 3:24         |
| 2. | «Faith»       | 2:26         |
| 3. | «Counterfeit» | 5:06         |

## Участники записи
Адаптировано из материала обложки альбома.
Limp Bizkit
- Фред Дёрст — вокал, арт-директор
- Сэм Риверс — бас-гитара
- Уэс Борланд — гитара, оформление
- DJ Lethal — скретчинг, сэмплы, программирование, звуковой дизайн, клавишные, тёрнтейблизм
- Джон Отто — ударные

Дополнительные музыканты
- Скотт Борланд — клавишные («Hot Dog», «Full Nelson», «My Way», «Livin’ It Up», «The One», «It’ll Be OK», «Boiler» и «Hold On»)
- Скотт Уайланд — вокал («Hold On»)
- DMX, Redman, Method Man — речитатив («Rollin’ (Urban Assault Vehicle)»)
- Xzibit — речитатив («Getcha Groove On»)
- Стефан Дженкинс, Бен Стиллер, Марк Уолберг, Роб Дирдек — художественная декламация («Outro»)
- Рич Келлер — бас-гитара («Rollin’ (Urban Assault Vehicle)»)

Производство
- Продюсеры — Limp Bizkit и Терри Дэйт
- Исполнительные продюсеры — Скотт Уайланд и Джош Абрахам (все треки кроме «Getcha Groove On» и «Rollin’ (Urban Assault Vehicle)»); DJ Lethal и Фред Дёрст («Getcha Groove On» и «Rollin’ (Urban Assault Vehicle)»); Swizz Beatz («Rollin’ (Urban Assault Vehicle)»), а также Эва Батлер
- Помощник исполнительного продюсера — Питер Кастис
- Координатор производства — Эрин Холи
- Редактирование — DJ Premier, Карл Наппа, Доминик Барберс
- Помощник редактирования — Сайлан Маккартни
- Звукорежиссёры и их ассистенты — Эрик Б., Джо Баррези, Барни Чейз, Терри Дэйт, Джесси Горман, Кевин Гуарниери, Скотт Олсон, Тед Рейгер, Дилан Воэн, Даррен Венбитти, Раким, Стив Коновер, Дэвид Домингес, Хайме Дункан, Фрэн Фланнери, Фемио Эрнандес, Мэтт Кингдом, Карл Наппа, Пит Новак, Дуг Трантоу, Алекс Морфас
- Мастеринг — Владо Меллиор
- Сведение — Энди Уоллес (все треки, кроме «Getcha Groove On», «Take a Look Around» и «Rollin’ (Urban Assault Vehicle)»), Рик Келлер («Rollin’ (Urban Assault Vehicle)), Брендан О’Брайн («Take a Look Around»), Майкл Паттерсон («Getcha Groove On»)
- Ассистенты микширования и звука — Стив Сиско, Джош Уилбур, Райан Уильямс, Карл Эгсикер
- Арт-координатор — Лиам Варс

## Позиции в чартах

### Альбом
Недельные чарты
| Чарт (2000–2001)    | Высшая позиция |
| ------------------- | -------------- |
| Австралия           | 1              |
| Австрия             | 1              |
| Канада              | 1              |
| Дания               | 9              |
| Нидерланды          | 1              |
| Германия            | 1              |
| Финляндия           | 2              |
| Франция             | 7              |
| Италия              | 6              |
| Новая Зеландия      | 1              |
| Норвегия            | 5              |
| Польша              | 2              |
| Испания             | 11             |
| Швеция              | 4              |
| Швейцария           | 4              |
| Великобритания      | 1              |
| США                 | 1              |
| Top Internet Albums | 1              |

Итоговые, годовые чарты
| Чарт (2000)        | Позиция |
| ------------------ | ------- |
| Австралия          | 24      |
| Австрия            | 25      |
| Бельгия (Фландрия) | 19      |
| Нидерланды         | 29      |
| Европа             | 45      |
| Германия           | 38      |
| Новая Зеландия     | 48      |
| Швеция             | 74      |
| Швейцария          | 49      |
| Великобритания     | 63      |
| США                | 34      |

| Чарт (2001)                           | Позиция |
| ------------------------------------- | ------- |
| Австралия                             | 9       |
| Австрия                               | 12      |
| Бельгия (Фландрия)                    | 5       |
| Бельгия (Фландрия) Alternative Albums | 1       |
| Бельгия (Валлония)                    | 55      |
| Дания                                 | 96      |
| Нидерланды                            | 24      |
| Европа                                | 12      |
| Германия                              | 14      |
| Новая Зеландия                        | 9       |
| Швеция                                | 70      |
| Швейцария                             | 36      |
| Великобритания                        | 21      |
| США                                   | 5       |

Декадные чарты
| Чарт (2000–2009)        | Позиция |
| ----------------------- | ------- |
| Australian Albums Chart | 93      |

### Синглы
| Год  | Сингл                        | Чарт                   | Позиция |
| ---- | ---------------------------- | ---------------------- | ------- |
| 2000 | «My Generation»              | Mainstream Rock Tracks | 33      |
| 2000 | «My Generation»              | Modern Rock Tracks     | 18      |
| 2000 | «Rollin’ (Air Raid Vehicle)» | Mainstream Rock Tracks | 10      |
| 2000 | «Rollin’ (Air Raid Vehicle)» | Modern Rock Tracks     | 4       |
| 2000 | «Rollin’ (Air Raid Vehicle)» | Rhythmic Top 40        | 38      |
| 2000 | «Rollin’ (Air Raid Vehicle)» | Billboard Hot 100      | 65      |
| 2000 | «Take a Look Around»         | Mainstream Rock Tracks | 15      |
| 2000 | «Take a Look Around»         | Modern Rock Tracks     | 8       |
| 2001 | «My Way»                     | Mainstream Rock Tracks | 4       |
| 2001 | «My Way»                     | Modern Rock Tracks     | 3       |
| 2001 | «My Way»                     | Billboard Hot 100      | 75      |
| 2001 | «My Way»                     | Top 40 Mainstream      | 40      |
| 2001 | «Boiler»                     | Mainstream Rock Tracks | 30      |

## Сертификации
| Регион | Сертификация  | Продажи    |
| --- | ------------- | ---------- |
| Аргентина (CAPIF) | Золотой       | 30 000^    |
| Австралия (ARIA) | 4× Платиновый | 280 000^   |
| Австрия (IFPI Austria)                                                                                                   | Платиновый    | 50 000*    |
| Бельгия (BEA) | Платиновый    | 50 000*    |
| Бразилия (ABPD) | Золотой       | 100 000*   |
| Канада (Music Canada) | 6× Платиновый | 600 000^   |
| Дания (IFPI Danmark) | Золотой       | 25 000^    |
| Финляндия (Musiikkituottajat)                                                                                            | Платиновый    | 52,202     |
| Франция (SNEP) | Золотой       | 100 000*   |
| Германия (BVMI) | Золотой       | 150 000^   |
| Венгрия (Mahasz) | Золотой       |            |
| Япония (RIAJ) | Платиновый    | 200 000^   |
| Мексика (AMPROFON) | Платиновый    | 225,000^   |
| Нидерланды (NVPI) | Платиновый    | 80 000^    |
| Польша (ZPAV) | Золотой       | 50 000*    |
| Испания (PROMUSICAE) | Золотой       | 50 000^    |
| Швеция (GLF) | Золотой       | 40 000^    |
| Швейцария (IFPI Switzerland)                                                                                             | Платиновый    | 50 000^    |
| Великобритания (BPI) | 3× Платиновый | 900 000    |
| США (RIAA) | 6× Платиновый | 8 000 000^ |
| Уругвай (CUD) | Золотой       | 3000^      |
| Итого |               |            |
| Европа (IFPI) | 2× Платиновый | 2 000 000* |
| * Данные о продажах приведены только на основе сертификации. ^ Данные о тиражах приведены только на основе сертификации. |               |            |